# Шубаркольське вугільне родовище
Шубарко́ль — вугільне родовище в Казахстані, район м. Жезказган.
Запаси оцінюються приблизно в 2 млрд т; вугілля довгополуменеве, малозольне і малосірчисте — цінне енергетичне паливо, а також сировина для одержання синтетичного палива.